# Eordaia
Eordaia (Grieks: Εορδαία) is sedert 2011 een fusiegemeente (dimos) in de Griekse bestuurlijke regio (periferia) West-Macedonië.
De vijf deelgemeenten (dimotiki enotita) van de fusiegemeente zijn:
- Agia Paraskevi (Kozani) (Αγία Παρασκευή of Αγία Παρασκευή Κοζάνης)
- Mouriki (Μουρίκι)
- Ptolemaïda (Πτολεμαΐδα)
- Vermio (Βέρμιο), met de wijk Komnina (Κομνηνά)
- Vlasti (Βλάστη)